# (38738) 2000 QT146
2000 QT146 (asteroide 38738) é um asteroide da cintura principal. Possui uma excentricidade de 0.12033680 e uma inclinação de 12.20925º.
Este asteroide foi descoberto no dia 31 de agosto de 2000 por LINEAR em Socorro.